# Hydrobiidae
Hydrobiidae is een familie van weekdieren uit de klasse van de Gastropoda (slakken).

## Taxonomie
- Geslacht Anatolidamnicola Şahin, Koca & Yildirim, 2012
- Geslacht Andrusovia Brusina in Westerlund, 1902
- Geslacht Antillobia Altaba, 1993
- Geslacht  † Arabiella Kadolsky, Harzhauser & Neubauer in Harzhauser et al., 2016
- Geslacht Austropyrgus Cotton, 1942
- Geslacht  † Baglivia Brusina, 1892
- Geslacht  † Bania Brusina, 1896
- Geslacht Beddomeia Petterd, 1889
- Geslacht  † Beogradica Pavlović, 1927
- Geslacht  † Brasovia Neubauer, Kroh, Harzhauser, Georgopoulou & Mandic, 2015
- Geslacht Bullaregia Khalloufi, Béjaoui & Delicado, 2017
- Geslacht Caspiohydrobia Starobogatov, 1970
- Geslacht Chirgisia Glöer, Boeters & Pešić, 2014
- Geslacht  † Coelacanthia Andrusov, 1890
- Geslacht  † Ctyrokya Schlickum, 1965
- Geslacht Euxinipyrgula Sitnikova & Starobogatov, 1999
- Geslacht Fluvidona Iredale, 1937
- Geslacht Fonscochlea Ponder, Hershler & Jenkins, 1989
- Geslacht  † Goniochilus Sandberger, 1875
- Geslacht  † Gyromelania Wenz, 1939
- Geslacht Heterocyclus Crosse, 1872
- Geslacht  † Illyricella Neubauer, Mandic & Harzhauser, 2016
- Geslacht Intermaria Delicado, Pešić & Glöer, 2016
- Geslacht  † Iraklimelania Willmann, 1981
- Geslacht Jardinella Iredale & Whitley, 1938
- Geslacht  † Jekeliella Bandel, 2010
- Geslacht  † Kadolskya Neubauer & Harzhauser, 2016
- Geslacht Kaskakia Glöer & Pešić, 2012
- Geslacht  † Kerchia Bandel, 2010
- Geslacht  † Lisinskia Brusina, 1897
- Geslacht Littoridinops Pilsbry, 1952
- Geslacht  † Lutetiella Kadolsky, 2015
- Geslacht  † Microbeliscus Sandberger, 1875
- Geslacht  † Micromelania Brusina, 1874
- Geslacht  † Mikrogoniochilus Willmann, 1981
- Geslacht Motsametia Vinarski, Palatov & Glöer, 2014
- Geslacht  † Muellerpalia Bandel, 2010
- Geslacht  † Nematurella Sandberger, 1875
- Geslacht Neohoratia Schütt, 1961
- Geslacht Nicolaia Glöer, Bößneck, Walther & Neiber, 2016
- Geslacht  † Odontohydrobia Pavlović, 1927
- Geslacht Parhydrobia Cossmann & Dollfus, 1913
- Geslacht Persipyrgula Delicado, Pešić & Glöer, 2016
- Geslacht Petterdiana Brazier, 1896
- Geslacht Phrantela Iredale, 1943
- Geslacht Pontohoratia Vinarski, Palatov & Glöer, 2014
- Geslacht  † Pontohydrobia Badzoshvili, 1979
- Geslacht Probythinella Thiele, 1928
- Geslacht  † Prososthenia Neumayr, 1869
- Geslacht Pseudamnicola Paulucci, 1878
  - =  † Limnidia Schütt in Schütt & Besenecker, 1973
  - =  † Pseudamnicola (Limnidia) Schütt in Schütt & Besenecker, 1973
- Geslacht Pseudocaspia Starobogatov, 1972
- Geslacht Pseudopaludinella Mabille, 1877
- Geslacht Pupiphryx Iredale, 1943
- Geslacht  † Pyrgulella Harzhauser, Neubauer & Kadolsky in Harzhauser et al., 2016
- Geslacht  † Rhodopyrgula Willmann, 1981
- Geslacht  † Robicia Brusina, 1897
- Geslacht  † Saccoia Brusina, 1893
- Geslacht  † Salakosia Willmann, 1981
- Geslacht  † Salalahia Kadolsky, Harzhauser & Neubauer in Harzhauser et al., 2016
- Geslacht Sarkhia Glöer & Pešić, 2012
- Geslacht  † Scalimelania Wenz, 1939
- Geslacht Sellia Raincourt, 1884
- Geslacht Shadinia Akramowski, 1976
- Geslacht Sivasi Şahin, Koca & Yildirim, 2012
- Geslacht  † Socenia Jekelius, 1944
- Geslacht  † Staja Brusina, 1897
- Geslacht  † Stalioa Brusina, 1870
- Geslacht  † Staliopsis Rzehak, 1893
- Geslacht Tefennia Schütt & Yildirim, 2003
- Geslacht Torosia Glöer & Georgiev, 2012
- Geslacht  † Tournouerina Schlickum, 1971
- Geslacht  † Vrazia Brusina, 1897
- Geslacht Wuconcha Kang, 1983
- Geslacht  † Xestopyrguloides Willmann, 1981
- Onderfamilie Belgrandiellinae Radoman, 1983
  - Geslacht Arganiella Giusti & Pezzoli, 1980
  - Geslacht Balkanica Georgiev, 2011
  - Geslacht Balkanospeum Georgiev, 2012
  - Geslacht Belgrandiella A. J. Wagner, 1928
  - Geslacht Boleana Radoman, 1975
  - Geslacht Bythiospeum Bourguignat, 1882
  - Geslacht Cavernisa Radoman, 1978
  - Geslacht Cilgia Schütt, 1968
  - Geslacht Costellina Kuščer, 1933
  - Geslacht Devetakia Georgiev & Glöer, 2011
  - Geslacht Devetakiola Georgiev, 2017
  - Geslacht Graziana Radoman, 1975
  - Geslacht Heraultiella Bodon, Manganelli & Giusti, 2002
  - Geslacht Iglica A. J. Wagner, 1928
  - Geslacht Insignia Angelov, 1972
  - Geslacht Istriana Velkovrh, 1971
  - Geslacht Iverakia Glöer & Pešić, 2014
  - Geslacht Kerkia Radoman, 1978
  - Geslacht Kolevia Georgiev & Glöer, 2015
  - Geslacht Lanzaia Brusina, 1906
  - Geslacht Lanzaiopsis Bole, 1989
  - Geslacht Meyrargueria Girardi, 2009
  - Geslacht Microstygia Georgiev & Glöer, 2015
  - Geslacht Palacanthilhiopsis Bernasconi, 1988
  - Geslacht Paladilhiopsis Pavlović, 1913
  - Geslacht Phreatica Velkovrh, 1970
  - Geslacht Plagigeyeria Tomlin, 1930
  - Geslacht Pontobelgrandiella Radoman, 1978
  - Geslacht Sarajana Radoman, 1975
  - Geslacht Saxurinator Schütt, 1960
  - Geslacht Stoyanovia Georgiev, 2017
  - Geslacht Zeteana Glöer & Pešić, 2014
- Onderfamilie Belgrandiinae de Stefani, 1877
  - Geslacht Agrafia Szarowska & Falniowski, 2011
  - Geslacht Antibaria Radoman, 1983
  - Geslacht  † Belchatovia Kadolsky & Piechocki, 2000
  - Geslacht Belgrandia Bourguignat, 1870
  - Geslacht Bracenica Radoman, 1973
  - Geslacht  † Cyclothyrella Neubauer, Mandic, Harzhauser & Hrvatović, 2013
  - Geslacht Dalmatella Velkovrh, 1970
  - Geslacht Dalmatinella Radoman, 1973
  - Geslacht Daphniola Radoman, 1973
  - Geslacht Gloeria Georgiev, Dedov & Cheshmedjiev, 2012
  - Geslacht Gocea Hadžišče, 1956
  - Geslacht Graecoanatolica Radoman, 1973
  - Geslacht Graecorientalia Radoman, 1983
  - Geslacht Grossuana Radoman, 1983
  - Geslacht Guadiella Boeters, 2003
  - Geslacht Hadziella Kuščer, 1932
  - Geslacht Hauffenia Pollonera, 1898
    - = Erythropomatiana Radoman, 1978

  - Geslacht Isimerope Radea & Parmakelis, 2013
  - Geslacht Karucia Glöer & Pešić, 2013
  - Geslacht Litthabitella Boeters, 1970
  - Geslacht Lyhnidia Radoman, 1962
  - Geslacht Malaprespia Radoman, 1973
  - Geslacht  † Martinietta Schlickum, 1974
  - Geslacht  † Microprososthenia Kadolsky & Piechocki, 2000
  - Geslacht Montenegrospeum Pešić & Glöer, 2013
  - Geslacht Myrtoessa Radea, 2016
  - Geslacht Narentiana Radoman, 1973
  - Geslacht Ohridohauffenia Hadžišče, 1959
  - Geslacht Ohridohoratia Hadžišče, 1959
  - Geslacht Ohrigocea Hadžišče, 1959
  - Geslacht Plesiella Boeters, 2003
  - Geslacht Prespiana Radoman, 1973
  - Geslacht Prespolitorea Radoman, 1983
  - Geslacht Pseudavenionia Bodon & Giusti, 1982
  - Geslacht Pseudohoratia Radoman, 1967
  - Geslacht Pseudoislamia Radoman, 1979
  - Geslacht Strugia Radoman, 1973
  - Geslacht Sumia Glöer & Mrkvicka, 2015
  - Geslacht Tarraconia Ramos & Arconada, 2000
  - Geslacht Terranigra Radoman, 1978
  - Geslacht Trichonia Schütt, 1980
  - Geslacht Turcorientalia Radoman, 1973
  - Geslacht Zaumia Radoman, 1983
- Onderfamilie Caspiinae B. Dybowski, 1913
  - Geslacht Caspia Clessin & W. Dybowski, 1887
- Onderfamilie Horatiinae D.W. Taylor, 1966
  - Geslacht Anagastina Radoman, 1978
  - Geslacht Graecoarganiella Falniowski & Szarowska, 2011
  - Geslacht Horatia Bourguignat, 1887
  - Geslacht Pezzolia Bodon & Giusti, 1986
  - Geslacht Radomaniola Szarowska, 2007
  - Geslacht Sadleriana Clessin, 1890
  - Geslacht Sardohoratia Manganelli, Bodon, Cianfanelli, Talenti & Giusti, 1998
  - Geslacht Tanousia Servain, 1881
  - Geslacht Vinodolia Radoman, 1973
- Onderfamilie Hydrobiinae Stimpson, 1865
  - Geslacht Adriohydrobia Radoman, 1977
  - Geslacht Ecrobia Stimpson, 1865
  - Geslacht Hydrobia W. Hartmann, 1821
  - Geslacht Peringia Paladilhe, 1874
  - Geslacht  † Romania Cossmann, 1913
  - Geslacht Salenthydrobia Wilke, 2003
- Onderfamilie Islamiinae Radoman, 1973
  - Geslacht Alzoniella Giusti & Bodon, 1984
  - Geslacht Avenionia Nicolas, 1882
  - Geslacht Boetersiella Arconada & Ramos, 2001
  - Geslacht Chondrobasis Arconada & Ramos, 2001
  - Geslacht Corbellaria Callot-Girardi & Boeters, 2012
  - Geslacht Fissuria Boeters, 1981
  - Geslacht Iberhoratia Arconada & Ramos, 2007
  - Geslacht Islamia Radoman, 1973
  - Geslacht Josefus Arconada & Ramos, 2006
  - Geslacht Milesiana Arconada & Ramos, 2006
  - Geslacht Pauluccinella Giusti & Pezzoli, 1990
  - Geslacht Spathogyna Arconada & Ramos, 2002
- Onderfamilie rMercuriinae Boeters & Falkner, 2017
  - Geslacht Mercuria Boeters, 1971
- Onderfamilie Pseudamnicolinae Radoman, 1977
  - Geslacht Corrosella Boeters, 1970
  - Geslacht Diegus Delicado, Machordom & Ramos, 2016
  - Geslacht Falniowskia Bernasconi, 1991
  - Geslacht  † Graecamnicola Willmann, 1981
- Onderfamilie Pyrgulinae E. von Martens, 1858
  - Geslacht Chilopyrgula Brusina, 1896
  - Geslacht Dianella Gude, 1913
  - Geslacht Ginaia Brusina, 1896
  - Geslacht  † Maeotidia Andrusov, 1890
  - Geslacht  † Marticia Brusina, 1897
  - Geslacht Micropyrgula Polinski, 1929
  - Geslacht Neofossarulus Poliński, 1929
  - Geslacht Ohridopyrgula Radoman, 1983
  - Geslacht  † Pseudodianella Neubauer, Mandic, Harzhauser & Hrvatović, 2013
  - Geslacht Pyrgohydrobia Radoman, 1955
  - Geslacht Pyrgula de Cristofori & Jan, 1832
  - Geslacht Stankovicia Poliński, 1929
  - Geslacht Trachyochridia Poliński, 1929
  - Geslacht Turricaspia B. Dybowski & Grochmalicki, 1915
  - Geslacht Xestopyrgula Poliński, 1929
- Onderfamilie Nymphophilinae' D. W. Taylor, 1966 
  - Geslacht Birgella F. C. Baker, 1926
  - Geslacht Cincinnatia Pilsbry, 1891
  - Geslacht Floridobia F. G. Thompson & Hershler, 2002
  - Geslacht Marstonia F. C. Baker, 1926
  - Geslacht Notogillia Pilsbry, 1953
  - Geslacht Pyrgulopsis Call & Pilsbry, 1886
    - = Apachecoccus D. W. Taylor, 1987
    - = Fontelicella Gregg & D. W. Taylor, 1965
    - = Mexistiobia Hershler, 1985
    - = Microamnicola Gregg & D. W. Taylor, 1965
    - = Natricola Gregg & D. W. Taylor, 1965
    - = Nymphophilus D. W. Taylor, 1966
    - =  † Savaginius D.W. Taylor, 1966
    - = Yaquicoccus D. W. Taylor, 1987

  - Geslacht Rhapinema F. G. Thompson, 1970
  - Geslacht Spilochlamys F. G. Thompson, 1968
  - Geslacht Stiobia F. G. Thompson & McCaleb, 1978

### Taxon inquirendum
- Geslacht Lartetia Bourguignat, 1869